# Brusselizzazione

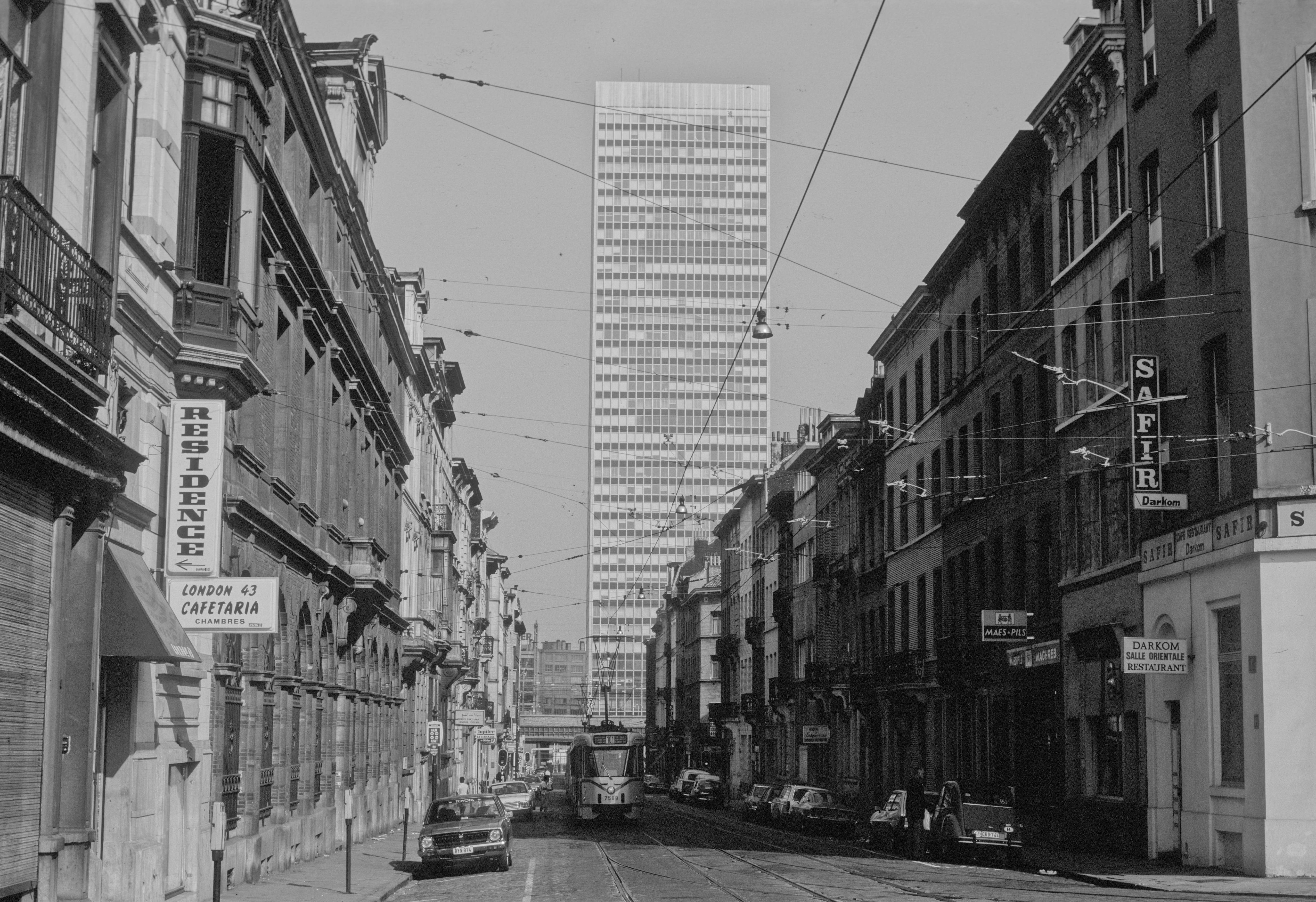
Rue de Russie/Ruslandstraat nel 1980

In urbanistica, il termine Brussellizzazione (in francese bruxellisation, in olandese verbrusseling) indica il fenomeno di indiscriminata costruzione di edifici moderni e grattacieli in quartieri gentrificati, ed è diventato sinonimo di sviluppo urbano disordinato. 
Il termine si applica ovunque lo sviluppo urbano è paragonabile all'incontrollato sviluppo di Bruxelles tra gli anni 1960 e anni 1970, causato da una mancanza di regolamenti urbanistici e dalla mancata pianificazione urbana da parte delle autorità.

## Bruxelles

### Precedenti storici e le basi della modernizzazione di Bruxelles
Gli anni 1950 non sono stati la prima volta che Bruxelles veniva radicalmente modificata da un'importante opera di riqualificazione. Due precedenti cambiamenti radicali nel tessuto urbano della città erano stati i viali centrali rettilinei sul modello della Parigi Haussmanniana, creati in seguito alla copertura e alla deviazione del fiume Senne, e il collegamento ferroviario nord-sud, che aveva richiesto circa quarant'anni per essere completato (1911-1952) e che aveva lasciato per decenni zone del centro città piene di detriti e crateri. Un altro precedente fu la costruzione del Palazzo di Giustizia, il più grande edificio eretto nel XIX secolo (1866-1883), per il quale fu demolita una parte del quartiere di Marolles/Marollen.
Lo scrittore André de Vries afferma che l'inclinazione per le maniere forti può essere fatta risalire al regno di re Leopoldo II, alla fine del XIX secolo, e forse addirittura al bombardamento della città da parte delle truppe di Luigi XIV nel 1695. “C'è a malapena un edificio ancora in piedi”, dice, ‘che risale a prima del 1695, ad eccezione di alcune chiese e del Municipio’. Leopoldo II cercò di dare a Bruxelles l'immagine di una grande capitale di una potenza imperiale/coloniale. Verso la metà del XX secolo, si era creata una tacita alleanza tra gli imprenditori dello sviluppo urbano e il governo locale, con un'agenda modernista e con gli occhi puntati su progetti di sviluppo su larga scala. I cittadini di Bruxelles furono in gran parte esclusi da questo processo.

### Anni 1960-1980
La Brusselizzazione originale è la riqualificazione urbana attuata in occasione dell'Esposizione Universale di Bruxelles del 1958 (Expo 58). Per preparare la città all'Expo 58, furono abbattuti edifici senza tener conto della loro importanza architettonica o storica, furono costruiti edifici quadrati ad alta capacità per uffici o appartamenti, furono creati viali e scavate gallerie. Tra i più controversi vi è la demolizione su larga scala di case cittadine per lo sviluppo del quartiere commerciale di grattacieli nel Quartiere Nord. Tutti questi cambiamenti furono progettati per aumentare rapidamente il numero di persone che lavoravano e vivevano in città e per migliorare i trasporti.
Altri cambiamenti radicali sono derivati dal ruolo di Bruxelles come centro dell'UE e della NATO, a partire dalla costruzione del Palazzo di Berlaymont sede della Commissione europea nel 1959. L'introduzione di una rete ferroviaria ad alta velocità negli anni '90 è stato l'ultimo pretesto per speculare su più file di immobili per la riqualificazione di moderni uffici o alberghi, che ha portato alla distruzione di blocchi di quartiere vicino alla stazione ferroviaria di Bruxelles-Midi.
Questi cambiamenti causarono proteste tra i cittadini di Bruxelles e le organizzazioni ambientaliste e di conservazione. La demolizione della Maison du Peuple/Volkshuis in stile Art Nouveau di Victor Horta nel 1965 fu al centro di queste proteste, così come la costruzione della Torre IBM nel 1978. Anche molti architetti protestarono, e fu il mondo dell'architettura a coniare il nome di Brusselizzazione per ciò che stava accadendo a Bruxelles. Architetti come Léon Krier e Maurice Culot formularono una teoria urbanistica anticapitalista, come rifiuto del modernismo dilagante che vedevano invadere Bruxelles.

### Gli anni 1990: Dalla brusselizzazione al façadismo
Nei primi anni '90, a Bruxelles sono state introdotte leggi che limitano la demolizione di edifici ritenuti di rilevanza architettonica o storica e nel 1999 il piano di sviluppo urbano delle autorità cittadine ha dichiarato esplicitamente che i grattacieli sono architettonicamente incompatibili con l'estetica esistente del centro città. Ciò ha portato alla nascita di quello che è stato definito "façadismo", ovvero la distruzione dell'intero interno di un edificio storico, pur conservandone la facciata storica, con la costruzione di nuovi edifici dietro o intorno ad esso.
Un chiaro esempio di façadismo è per esempio il Palazzo Europa, una delle sedi del Consiglio dell'Unione europea e del Consiglio europeo. 
Queste leggi facevano parte della legge urbanistica del 1991, che conferiva alle autorità locali il potere di rifiutare le richieste di demolizione per motivi storici, estetici o culturali e di designare le zone del patrimonio architettonico, e la legge sulla conservazione del patrimonio del 1993, che conferiva al governo della regione di Bruxelles-Capitale il potere di designare gli edifici da proteggere per motivi storici. Tuttavia, questo sistema presentava delle carenze. Mentre il governo della Regione della Capitale poteva designare gli edifici storici, erano le diciannove autorità municipali al suo interno a essere responsabili dei permessi di demolizione. Questo conflitto interno è stato risolto solo con l'introduzione di un sistema unico di permessi.